# 生田長江

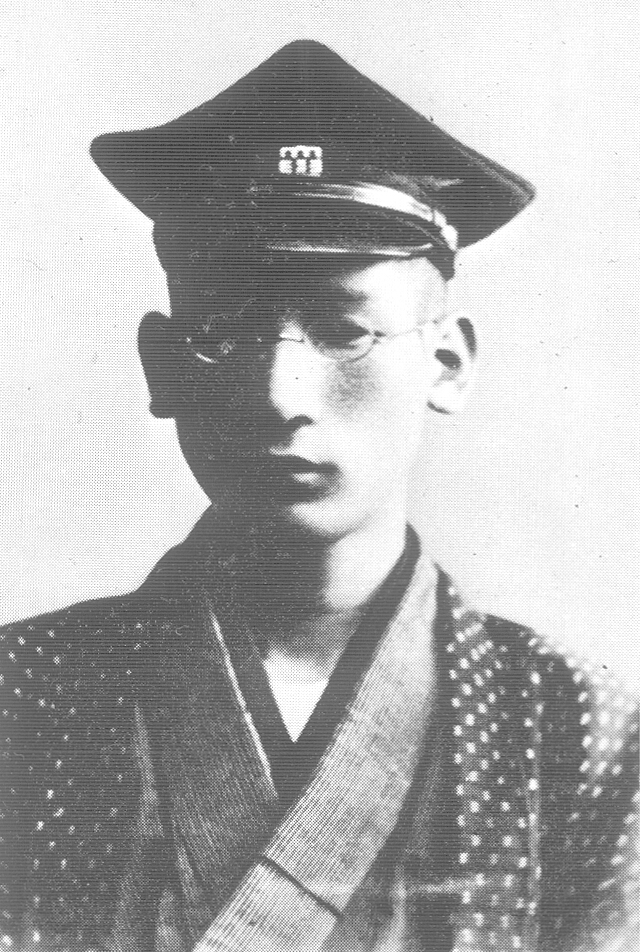
生田長江

生田長江（1882年4月21日—1936年1月11日）是日本评论家・翻译家・剧作家・小说家。出生於鳥取縣。東京帝國大學校友。

## 外部連結
- 生田長江顕彰会 （页面存档备份，存于）（日語）